# Survivor Series (2010)
Survivor Series 2010 a fost ce-a de-a douăzecișipatra ediție a pay-per-view-ului anual Survivor Series organizat de World Wrestling Entertainment. A avut loc pe data de 21 noiembrie 2010 în arena American Airlines Arena din Miami, Florida.

## Rezultate
- Dark match: R-Truth l-a învins pe Zack Ryder
- Daniel Bryan l-a învins pe Ted DiBiase păstrându-și campionatul WWE United States Championship (09:58)
  - Bryan l-a făcut pe DiBiase să cedeze cu un «LeBell Lock».
- John Morrison l-a învins pe Sheamus (11:11)
  - Morrison l-a numărat pe Sheamus după un «Running Knee Strike».
- Dolph Ziggler l-a învins pe Kaval păstrându-și campionatul WWE Intercontinental Championship (09:32)
  - Ziggler l-a numărat pe Kaval cu un «Roll-Up».
- Team Mysterio (Big Show, Chris Masters, Kofi Kingston, Montel Vontavious Porter și Rey Mysterio) a învins Team Del Rio (Alberto Del Rio, Cody Rhodes, Drew McIntyre, Jack Swagger și Tyler Reks) într-un 5-on-5 Survivor Series elimination match (18:12)
  - Show l-a eliminat pe McIntyre după un «619» a lui Mysterio și un «Chokeslam» fiind cei doi unici supraviețuitori.
- Natalya le-a învins pe LayCool (Layla & Michelle McCool) (c) câștigând campionatul WWE Divas Championship (03:38) 
  - Natalya a făcuto pe McCool să cedeze cu un «Sharpshooter».
- Kane vs. Edge a terminat fără rezultat pentru campionatul WWE World Heavyweight Championship (12:50)
  - Kane și Edge s-au numărat unul pe altul după un «Spear» a lui Edge.
  - Cu acest rezultat, Kane a păstrat campionatul.
- The Nexus (Heath Slater & Justin Gabriel) (c) i-au învins pe Vladimir Kozlov și Santino Marella păstrându-și campionatele WWE Tag Team Championship (05:11)
  - Slater l-a numărat pe Marella după un «Sweetness».
- Randy Orton (c) l-a învins pe Wade Barrett (cu John Cena arbitru special) păstrându-și campionatul WWE Championship (15:10)
  - Orton l-a numărat pe Barrett după un «RKO» când Cena l-a împins pe Barrett.
  - Dacă Barrett pierdea, Cena ar fi fost concediat (kayfabe).
  - Dacă Barrett câștiga, Cena nu mai forma parte din Nexus.
  - După meci, Orton și Cena a-u atacat Nexus iar apoi și-au dat mâna în semn de respect.